# Phonse van Daalen

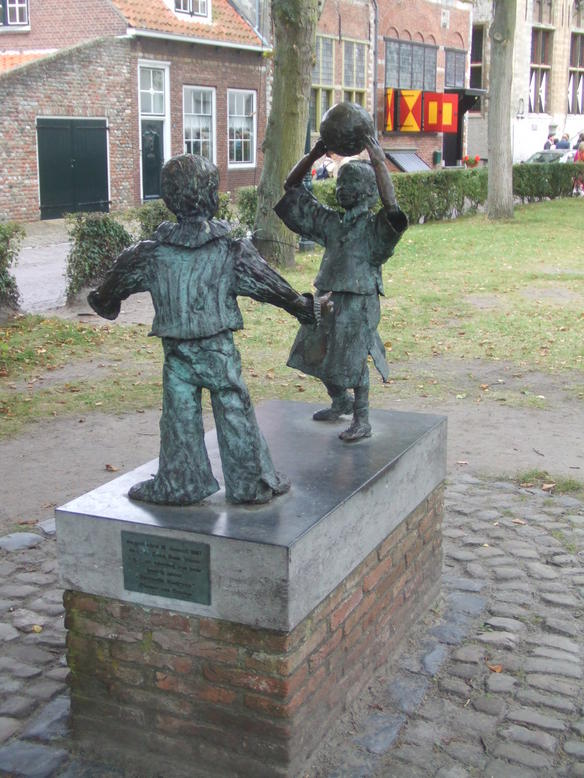
Spelende kinderen (1987), Veere

Alphonsa Jacoba (Phonse) van Daalen (Monnickendam, 4 februari 1924 – Roermond, 4 april 2017) was een Nederlands beeldhouwer, keramist en tekenaar.

## Leven en werk
Phonse van Daalen was een dochter van Johannes Petrus Jozef Antonius Marie van Daalen en Johanna Stephanie Gijswijt. Haar vader was directeur van het postkantoor in Monnickendam. Doordat hij in 1930 werd benoemd in Dongen, kwam het gezin in Noord-Brabant terecht. Van Daalen kreeg een artistieke opleiding aan de Academie voor Beeldende Kunsten Sint-Joost in Breda en de Academie voor Beeldende en Bouwende Kunsten in Tilburg, als leerling van Niel Steenbergen en Toon van de Wiel. Als 17-jarige werd ze lid van de Bredasche Kunstkring. In augustus 1946 debuteerde ze als exposant met de kring, in het Stedelijk Museum Breda, met een aantal kleiplastieken. Een maand daarvoor was ze getrouwd met de architect Paul J.M. Gadiot (1912-1987), zij verhuisden naar het kasteel van Gronsveld. Uit dit huwelijk werd onder anderen kunstenaar en galeriehouder Joost Gadiot (1954-2002) geboren. Van Daalen besteedde haar tijd grotendeels aan haar gezin en tekende incidenteel geboortekaartjes, trouwkaarten en oorkonden. 
Rond 1971 kocht Van Daalen een keramiekoven en ging ze weer met klei aan de slag. Eind jaren 70 maakte ze de overstap naar brons. Ze maakte veelal kinder- en dierfiguren, portretten en christelijk-religieuze voorstellingen. Pieter Defesche schreef als recensent van het Limburgs Dagblad: "Zij maakte portretten en figuren van allerlei soort, vaak getuigend van aandachtige observatie, vaak anecdotisch, als illustraties bij een kinderverhaal, of sprookjesachtig als behorend tot een poppenspel. Een ding had dat alles gemeen: het was uit vreugde geboren en kwam uit de onmiddellijke omgeving voort. Het had daardoor een uitstraling van oprechtheid, intimiteit en onbevangenheid, een hoedanigheid die ongetwijfeld tot de gezochtheid van haar beeldjes op beurzen en toonstellingen heeft bijgedragen. (...) Phonse van Daalen voelt zich niet geroepen ons de ellende van de wereld voor ogen te toveren, de vernieuwing in te voeren in de beeldhouwkunst, of de ruimtelijkheid opnieuw uit te vinden, zoals iedere abituriënt van een academie naar zijn zeggen doet."
Phonse van Daalen hertrouwde in 1994 met Cas van der Heul. Ze overleed in 2017, op 93-jarige leeftijd.

## Enkele werken
- Het leven van Nederweert (1981), gemeentehuis Nederweert.
- De eerste stap (1983), als 5-jaarlijkse prijs uitgereikt door de Nederlandse vereniging van fabrikanten, importeurs en detaillisten van audiologische apparatuur (Fida).
- Kussengevecht, gebaseerd op het kussengevecht tussen de prinsen Willem-Alexander en Constantijn tijdens het koninklijk bezoek op Koninginnedag 1981 aan Veere. Het werk werd in 1986 aangekocht door de gemeente en geplaatst in de raadzaal in het stadhuis van Veere.[7]
- Spelende kinderen (1987), aan de Markt in Veere. Door de Rabobank aan de stad geschonken, ter gelegenheid van de opening van een nieuw kantoor.[8][9]